# Lord Voldemort

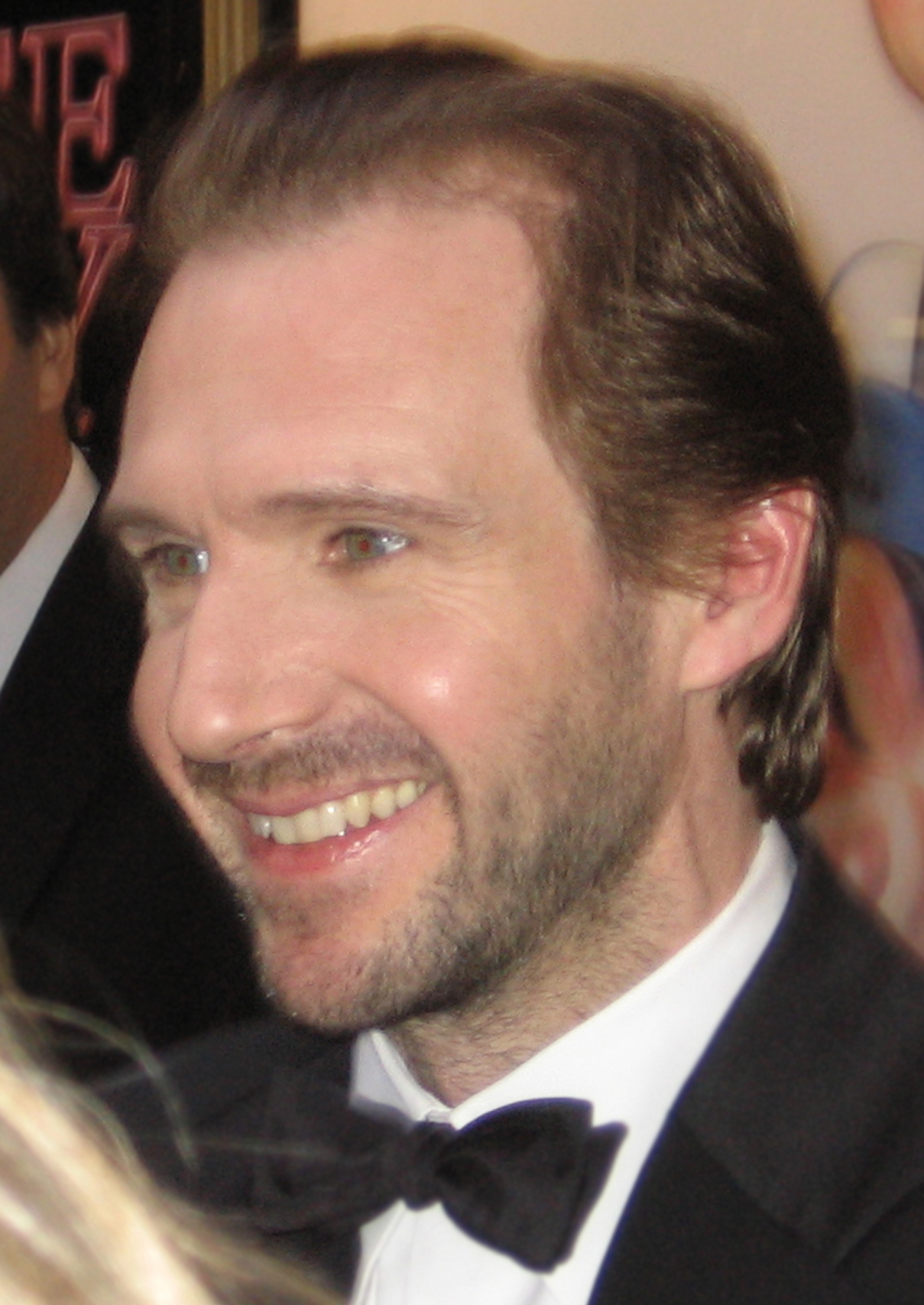
Lord Voldemort spelas av skådespelaren Ralph Fiennes i Harry Potter-filmerna.

Lord Voldemort, som är ett öknamn för Tom Riddle, är en fiktiv figur i J.K. Rowlings serie om Harry Potter. Han är Harrys ärkefiende efter att han mördat hans föräldrar i deras eget hem. Få i trollsdomsvärlden vågar uttala hans namn och omnämns istället som ”Ni-vet-vem”, ”Han-som-inte-får-nämnas-vid-namn” eller ”Mörkrets herre”.

## Biografi
Voldemorts mor hette Merope Gaunt och var häxa och ättling till Salazar Slytherin, en berömd svartkonstnär och grundare för elevhemmet Slytherin på Hogwarts. Hon levde i en liten stuga med sin far Mervolo och sin mordiske bror Morfin. Voldemorts far, Tom Dolder Sr, var en mugglare, men han var mycket rik och tillhörde en respekterad mugglarfamilj.
Voldemort föddes 31 december 1927 och döptes till Tom Marvolo Riddle (svenska: Tom Mervolo Dolder). Modern avled vid födseln och fadern övergav sin son, så Dolder fick växa upp på ett barnhem. 1938 kom Albus Dumbledore till barnhemmet och avslöjade att Dolder var en trollkarl. Han visade redan då prov på sin grymhet. Han inledde då sin utbildning på Hogwarts och blev placerad i Slytherins elevhem.
Före sitt sjätte år i skolan besökte han sin fars hus och dödade både sin far och sina farföräldrar som hämnd. Han gav sedan sin morbror Morfin skulden, och denne hamnade i Azkaban. Under sitt sjätte år på Hogwarts öppnade han bland annat Hemligheternas kammare, men skyllde allt på Hagrid när han blev avslöjad och fick denne relegerad.
Under sin ungdom umgicks han med diverse svartkonstnärer och skapade ett nytt namn genom att kasta om bokstäverna i sitt eget, Tom Gus Mervolo Dolder, som omkastat blev Ego Sum Lord Voldemort. "Ego sum" är latin och betyder "Jag är". På engelska blev Tom Marvolo Riddle till "I am Lord Voldemort". Under 1970-talet inledde han ett skräckvälde med hjälp av sina dödsätare. Han betraktades som ondskan personifierad, och framkallade sådan rädsla att få ens idag vågar bruka hans verkliga namn. Han beordrade ett folkmord på icke renblodiga som hans dödsätare utförde.
Hans symbol är en dödskalle med en orm i munnen, känd som Mörkrets märke. Trollformeln man använder för att framkalla Mörkrets Märke är endast känt bland dödsätare, som framkallar märket när de dödat. Den kallas för Morsmordre-besvärjelsen.

## Framträdanden
[uppföljning saknas]

### Harry Potter och de vises sten
Voldemort gör sin debut i Harry Potter och de vises sten. I den här historien presenterar Rowling honom som den mörka herren som försökte döda Harry Potter eftersom pojken profeterades att förgöra honom. Voldemort mördade Harrys föräldrar, James och Lily, men som ett resultat av hans mammas kärlek och vilja att offra sig för honom, överlevde barnet Harry när Voldemort försökte mörda honom med en dödande förbannelse. Voldemort blev kroppslös, och Harry lämnades med ett mystiskt, blixtformat ärr i pannan som ett resultat.
I boken försöker Voldemort utan framgång återta sin upplösta kropp genom att stjäla titeln De vises sten. För att uppnå sitt mål använder Voldemort professor Quirrells hjälp genom att haka sig fast hans bakhuvud. Men vid bokens klimax lyckas Harry hindra Voldemort från att stjäla stenen.

### Harry Potter och Hemligheternas kammare
I den andra delen, Harry Potter och Hemligheternas kammare, introducerar Rowling Tom Marvolo Riddle (svenska: Tom Dolder), en manifestation av en tonårsvoldemort som finns i en magisk dagbok som hittats av Ginny Weasley. I den här boken är Ginny skriven som en blyg tjej som är förälskad i Harry. När hon känner sig orolig och ensam börjar hon skriva i dagboken och delar sin djupaste rädsla med den sympatiske Tom. Men vid historiens höjdpunkt, när Dolder ordnar om bokstäverna i sitt namn för att skriva "Jag är Lord Voldemort", avslöjas Dolder som en magisk manifestation av pojken som senare skulle växa upp och bli Mörkrets Herre. Dolder säger att han har vuxit sig stark på Ginnys rädsla och så småningom besitter han henne, och använder henne som en bricka för att låsa upp Hemligheternas kammare, varifrån en basilisk frigörs och förstenar flera Hogwarts-elever. Harry besegrar manifestationen av Dolder från dagboken och basilisken. I Harry Potter och halvblodsprinsen avslöjar Albus Dumbledore för Harry att dagboken var en av Voldemorts horrokruxer.

### Harry Potter och fången från Azkaban
Voldemort förekommer inte i den tredje boken, Harry Potter och fången från Azkaban, varken personligen eller som en magisk manifestation. Han hörs dock när Harry svimmar av de hårda effekterna av en dementorer. Mot slutet av berättelsen kommer Sybill Trelawney, spådomsprofessorn, med en profetia om att den mörka herren kommer att återförenas med sin tjänare. Även om det inledningsvis antyds att profetian syftar på Sirius Black, bokens skenbara antagonist, avslöjas tjänaren så småningom som Peter Pettigrew, som under de tolv år som Voldemorts varit borta, har varit förklädd till Rons husdjursråtta, Scabbers.

### Harry Potter och den flammande bägaren
I den fjärde delen av serien, Harry Potter och den flammande bägaren, dyker Voldemort upp igen vid bokens början och klimax. Det avslöjas att en av Voldemorts följare, Barty Crouch Jr, är förklädd till Hogwarts-professorn Monsterögat Moody och har riggat händelserna i den Magiska trekampen till Harrys fördel. Voldemorts mål är att via en flyttnyckel i trekampen teleportera Harry till Little Hangleton-kyrkogården, där familjen Riddle ligger begravd. Harry blir tillfångatagen och efter att Pettigrew använt Harrys blod för att uppfylla en ohygglig magisk ritual återfår Voldemort sin kropp och återställs till sin fulla kraft. För första gången i serien beskriver Rowling hans utseende: "lång och skeletttunt", med ett ansikte "vitare än en skalle, med breda, liviga scharlakansröda ögon och en näsa som var platt som en orms med slitsar för näsborrarna". Rowling skriver att hans "händer var som stora, bleka spindlar; hans långa vita fingrar smekte hans eget bröst, hans armar, hans ansikte; de röda ögonen, vars pupiller var slitsar, som en katts, lyste ännu starkare genom mörkret". Det avslöjades att Pettigrew, medan han var i Albanien, hade fångat tjänstemannen Bertha Jorkins från magiministeriet, som torterades för information om ministeriet. Efter att de fick veta att Barty Crouch Jr, en trogen dödsätare, hade smugglats ut från Azkaban och var instängd i sin fars hus, dödade de henne. Med Pettigrews hjälp skapade Voldemort en liten, rudimentär kropp, kroppslig nog att resa och utföra magi, och formulerade en plan för att återställa sin egen kropp genom att fånga Harry. En del av planen hade hörts av Frank Bryce, en trädgårdsmästare, som Voldemort sedan dödade. Voldemort fullföljer sedan sin plan och återgår till livet i hela sin kropp som ett resultat av ritualen med Harrys blod. Han kallar sedan sina dödsätare till kyrkogården för att bevittna Harrys död när han utmanar Harry till en duell. Men när Voldemort duellerar Harry, låses deras trollstavar magiskt ihop på grund av trollstavarnas dubbla Phoenix-fjäderkärnor. På grund av ett fenomen som senare avslöjades som Priori Incantatem dyker spökliknande manifestationer av Voldemorts senaste offer (inklusive Harrys föräldrar) upp och distraherar Voldemort, vilket ger Harry tillräckligt med tid att fly via en flyttnyckel med studiekamraten Cedric Diggorys kropp. Diggory hade tidigare mördats av Pettigrew på Voldemorts order.